# Ахуй
Аху́й (исп. Ajuy) — небольшая отдалённая рыбацкая деревушка и одноимённый пляж около неё на острове Фуэртевентура (Канарские острова, Испания). Ахуй расположен среди скал в маленькой бухте.
В 1402 году Жан де Бетанкур и Гадифер де Ла Салль высадились здесь для последующего завоевания острова. Долгое время бухта использовалась поселенцами, прибывавшими в Бетанкурию.
Сейчас же гавань представляет собой лишь тихую рыбацкую деревню. Сезон ловли рыбы в ней длится с мая по октябрь. Кроме того, Ахуй — популярная туристическая экскурсия для посещения глубоких пещер, высеченных в более мягких частях известняковых скал океанскими зимними штормами.
С 1994 года район деревни Ахуй охраняется законом как памятник природы.

## Демография
| 2000 | 2001 | 2002 | 2003 | 2004 | 2005 | 2006 | 2007 | 2008 | 2009 | 2010 | 2011 | 2012 | 2014 | 2016 | 2017 |
| ---- | ---- | ---- | ---- | ---- | ---- | ---- | ---- | ---- | ---- | ---- | ---- | ---- | ---- | ---- | ---- |
| 118  | 129  | 125  | 129  | 129  | 126  | 123  | 111  | 106  | 101  | 95   | 91   | 80   | 84   | 79   | 80   |

## Галерея
- Панорама Ахуя и окрестностей
- Вид на пещеры в окрестностях Ахуя
- Скалы и пляж близ Ахуя
- Пляж в Ахуе
- Пещера неподалёку от Ахуя в районе туристического маршрута